# Silke Spiegelburg
Silke Spiegelburg (Georgsmarienhütte, Alemania, 17 de marzo de 1986) es una atleta alemana, especialista en la prueba de salto con pértiga en la que llegó a ser subcampeona europea en 2010.

## Carrera deportiva
En el Campeonato Europeo de Atletismo de 2010 ganó la medalla de plata en el salto con pértiga, con un salto por encima de 4.65 metros, siendo superada por la rusa Svetlana Feofanova (oro con 4.75 metros) y por delante de su compatriota alemana Lisa Ryzih (bronce también con 4.65 m pero en más intentos).